# Hesse (Mosel·la)
Hesse és un municipi francès, situat al departament del Mosel·la i a la regió del Gran Est. L'any 2007 tenia 625 habitants.

## Demografia

### Població
El 2007 la població de fet de Hesse era de 625 persones. Hi havia 248 famílies, de les quals 64 eren unipersonals (28 homes vivint sols i 36 dones vivint soles), 64 parelles sense fills, 104 parelles amb fills i 16 famílies monoparentals amb fills.
La població ha evolucionat segons el següent gràfic:
Habitants censats

### Habitatges
El 2007 hi havia 270 habitatges, 249 eren l'habitatge principal de la família, 4 eren segones residències i 16 estaven desocupats. 218 eren cases i 51 eren apartaments. Dels 249 habitatges principals, 184 estaven ocupats pels seus propietaris, 59 estaven llogats i ocupats pels llogaters i 6 estaven cedits a títol gratuït; 2 tenien una cambra, 14 en tenien dues, 32 en tenien tres, 50 en tenien quatre i 151 en tenien cinc o més. 207 habitatges disposaven pel capbaix d'una plaça de pàrquing. A 100 habitatges hi havia un automòbil i a 123 n'hi havia dos o més.

### Piràmide de població
La piràmide de població per edats i sexe el 2009 era:
| Homes | Edats   | Dones |
| ----- | ------- | ----- |
| 0     | 95 o +  | 0     |
| 0     | 90 a 94 | 4     |
| 0     | 85 a 89 | 0     |
| 4     | 80 a 84 | 4     |
| 12    | 75 a 79 | 8     |
| 12    | 70 a 74 | 16    |
| 20    | 65 a 69 | 16    |
| 20    | 60 a 64 | 12    |
| 16    | 55 a 59 | 8     |
| 24    | 50 a 54 | 28    |
| 20    | 45 a 49 | 24    |
| 12    | 40 a 44 | 20    |
| 16    | 35 a 39 | 8     |
| 40    | 30 a 34 | 24    |
| 20    | 25 a 29 | 28    |
| 24    | 20 a 24 | 16    |
| 4     | 15 a 19 | 16    |
| 12    | 10 a 14 | 16    |
| 28    | 5 a 9   | 28    |
| 16    | 0 a 4   | 20    |

## Economia
El 2007 la població en edat de treballar era de 388 persones, 290 eren actives i 98 eren inactives. De les 290 persones actives 276 estaven ocupades (148 homes i 128 dones) i 14 estaven aturades (5 homes i 9 dones). De les 98 persones inactives 28 estaven jubilades, 33 estaven estudiant i 37 estaven classificades com a «altres inactius».

### Ingressos
El 2009 a Hesse hi havia 249 unitats fiscals que integraven 628 persones, la mediana anual d'ingressos fiscals per persona era de 18.058 €.

### Activitats econòmiques
Dels 16 establiments que hi havia el 2007, 1 era d'una empresa extractiva, 1 d'una empresa alimentària, 1 d'una empresa de fabricació d'altres productes industrials, 3 d'empreses de construcció, 2 d'empreses de comerç i reparació d'automòbils, 1 d'una empresa de transport, 2 d'empreses d'hostatgeria i restauració, 1 d'una empresa immobiliària, 1 d'una empresa de serveis, 2 d'entitats de l'administració pública i 1 d'una empresa classificada com a «altres activitats de serveis».
Dels 4 establiments de servei als particulars que hi havia el 2009, 1 era un taller de reparació d'automòbils i de material agrícola, 1 paleta i 2 guixaires pintors.
L'únic establiment comercial que hi havia el 2009 era una fleca.
L'any 2000 a Hesse hi havia 7 explotacions agrícoles.

## Equipaments sanitaris i escolars
El 2009 hi havia una escola elemental.

## Poblacions més properes
El següent diagrama mostra les poblacions més properes.